# Windsurf World Cup 2016
Der Windsurf World Cup 2016 begann mit dem Freestyle World Cup in Podersdorf (Österreich) am 4. Mai 2016 in und endete mit dem Aloha Classic in Maui (USA) am 13. November 2016.

## World-Cup-Wertungen

### Wave
| Rang | Name                   | Land                   | Punkte |
| ---- | ---------------------- | ---------------------- | ------ |
| 01   | Víctor Fernández López | Spanien                | 6201   |
| 02   | Alex Mussolini         | Spanien                | 6102   |
| 03   | Marcilio Browne        | Brasilien              | 6053   |
| 04   | Thomas Traversa        | Frankreich             | 5954   |
| 05   | Jaeger Stone           | Australien             | 5954   |
| 06   | Robby Swift            | Vereinigtes Königreich | 5773   |
| 07   | Daniel Bruch           | Deutschland            | 5724   |
| 08   | Camille Juban          | Guadeloupe             | 5377   |
| 09   | Antoine Martin         | Frankreich             | 5130   |
| 10   | Leon Jamaer            | Deutschland            | 5097   |

| Rang | Name                 | Land        | Punkte |
| ---- | -------------------- | ----------- | ------ |
| 01   | Iballa Ruano Moreno  | Spanien     | 6234   |
| 02   | Daida Ruano Moreno   | Spanien     | 6234   |
| 03   | Sarah-Quita Offringa | Aruba       | 6201   |
| 04   | Amanda Beenen        | Niederlande | 5970   |
| 05   | Steffi Wahl          | Deutschland | 5872   |
| 06   | Lina Erpenstein      | Deutschland | 5773   |
| 07   | Alice Arutkin        | Frankreich  | 5724   |
| 08   | Justyna Sniady       | Polen       | 5625   |
| 09   | Caterina Stenta      | Italien     | 5295   |
| 10   | Arianne Aukes        | Niederlande | 5163   |

### Freestyle
| Rang | Name                   | Land       | Punkte |
| ---- | ---------------------- | ---------- | ------ |
| 01   | Gollito Estredo        | Venezuela  | 6234   |
| 02   | Amado Vrieswijk        | Bonaire    | 6234   |
| 03   | Yentel Caers           | Belgien    | 5970   |
| 04   | Dieter van der Eyken   | Belgien    | 5789   |
| 05   | Philip Soltysiak       | Kanada     | 5641   |
| 06   | Balz Müller            | Schweiz    | 5608   |
| 07   | Adrien Bosson          | Frankreich | 5525   |
| 08   | Steven van Broeckhoven | Belgien    | 5361   |
| 09   | Elton Frans            | Bonaire    | 5344   |
| 10   | Nicolas Akigazciyan    | Frankreich | 5179   |

| Rang | Name                      | Land        | Punkte |
| ---- | ------------------------- | ----------- | ------ |
| 01   | Sarah-Quita Offringa      | Aruba       | 2100   |
| 02   | Maaike Huvermann          | Niederlande | 2067   |
| 03   | Oda Johanne Brødholt      | Norwegen    | 2034   |
| 04   | Arrianne Aukes            | Niederlande | 2001   |
| 05   | Maxime van Gent           | Bonaire     | 1968   |
| 06   | Olya Raskina              | Russland    | 1935   |
| 07   | Yolanda Freites de Brendt | Venezuela   | 1886   |
| 07   | Birgit Rieger             | Österreich  | 1886   |
| 09   | Alexa Escherich           | Deutschland | 1787   |
| 09   | Lisa Kloster              | Deutschland | 1787   |
| 09   | Lene Kyte                 | Norwegen    | 1787   |
| 09   | Jazzy Zwerus              | Niederlande | 1787   |

### Slalom
| Rang | Name                 | Land                   | Punkte |
| ---- | -------------------- | ---------------------- | ------ |
| 01   | Matteo Iachino       | Italien                | 8301   |
| 02   | Pierre Mortefon      | Frankreich             | 8202   |
| 03   | Ross Williams        | Vereinigtes Königreich | 7971   |
| 04   | Julien Quentel       | Saint-Martin           | 7938   |
| 05   | Antoine Albeau       | Frankreich             | 7410   |
| 06   | Elton Frans          | Bonaire                | 7212   |
| 07   | Gonzalo Costa Hoevel | Argentinien            | 7136   |
| 08   | Cyril Moussilmani    | Frankreich             | 7047   |
| 09   | Andrea Cucchi        | Italien                | 7031   |
| 10   | Arnon Dagan          | Israel                 | 6948   |

| Rang | Name                 | Land        | Punkte |
| ---- | -------------------- | ----------- | ------ |
| 01   | Sarah-Quita Offringa | Aruba       | 4167   |
| 02   | Lena Erdil           | Türkei      | 4134   |
| 03   | Delphine Cousin      | Frankreich  | 4101   |
| 04   | Fujiko Onishi        | Japan       | 3930   |
| 05   | Fuly Ünlü            | Türkei      | 3771   |
| 06   | Yuki Sunaga          | Japan       | 3765   |
| 07   | Esthe de Geus        | Niederlande | 3573   |
| 07   | Çağla Kubat          | Türkei      | 3573   |
| 09   | Mio Anayama          | Japan       | 3540   |
| 09   | Maria Andrés         | Spanien     | 3540   |
| 09   | Ayuka Suzuki         | Japan       | 3540   |

## Podestplatzierungen Männer

### Wave
| Datum               | Ort            | 1. Platz                           | 2. Platz                           | 3. Platz                           |
| ------------------- | -------------- | ---------------------------------- | ---------------------------------- | ---------------------------------- |
| 03.07. – 09.07.2016 | Pozo Izquierdo | Víctor Fernández López             | Philip Köster                      | Jaeger Stone                       |
| 01.08. – 07.08.2016 | El Médano      | Víctor Fernández López             | Marcilio Browne                    | Philip Köster                      |
| 19.09. – 25.09.2016 | Klitmøller     | Wegen zu wenig Wind keine Wertung. | Wegen zu wenig Wind keine Wertung. | Wegen zu wenig Wind keine Wertung. |
| 30.09. – 09.10.2016 | Sylt           | Alex Mussolini                     | Thomas Traversa                    | Jaeger Stone                       |
| 20.10. – 30.10.2016 | La Torche      | Wegen zu wenig Wind abgesagt.      | Wegen zu wenig Wind abgesagt.      | Wegen zu wenig Wind abgesagt.      |
| 31.10. – 13.11.2016 | Maui           | Kevin Pritchard                    | Marcilio Browne                    | Levi Siver                         |

### Freestyle
| Datum               | Ort         | 1. Platz        | 2. Platz        | 3. Platz        |
| ------------------- | ----------- | --------------- | --------------- | --------------- |
| 04.05. – 08.05.2016 | Podersdorf  | Gollito Estredo | Amado Vrieswijk | Adrien Bosson   |
| 01.08. – 07.08.2016 | Costa Calma | Amado Vrieswijk | Yentel Caers    | Gollito Estredo |
| 30.09. – 09.10.2016 | Sylt        | Gollito Estredo | Amado Vrieswijk | Adrien Bosson   |

### Slalom
| Datum               | Ort                | 1. Platz                      | 2. Platz                      | 3. Platz                      |
| ------------------- | ------------------ | ----------------------------- | ----------------------------- | ----------------------------- |
| 19.05. – 24.05.2016 | Ulsan              | Matteo Iachino                | Cyril Moussilmani             | Ross Williams                 |
| 07.06. – 12.06.2016 | Sant Pere Pescador | Pierre Mortefon               | Arnon Dagan                   | Andrea Cucchi                 |
| 22.07. – 31.07.2016 | Costa Calma        | Antoine Albeau                | Ross Williams                 | Pierre Mortefon               |
| 04.09. – 09.09.2016 | Hvide Sande        | Matteo Iachino                | Pierre Mortefon               | Sebastian Kördel              |
| 30.09. – 09.10.2016 | Sylt               | Matteo Iachino                | Gonzalo Costa Hoevel          | Julien Quentel                |
| 20.10. – 30.10.2016 | La Torche          | Wegen zu wenig Wind abgesagt. | Wegen zu wenig Wind abgesagt. | Wegen zu wenig Wind abgesagt. |

## Podestplatzierungen Frauen

### Wave
| Datum               | Ort            | 1. Platz                      | 2. Platz                      | 3. Platz                      |
| ------------------- | -------------- | ----------------------------- | ----------------------------- | ----------------------------- |
| 03.07. – 09.07.2016 | Pozo Izquierdo | Daida Ruano Moreno            | Sarah-Quita Offringa          | Iballa Ruano Moreno           |
| 01.08. – 07.08.2016 | El Médano      | Iballa Ruano Moreno           | Daida Ruano Moreno            | Steffi Wahl                   |
| 30.09. – 09.10.2016 | Sylt           | Iballa Ruano Moreno           | Daida Ruano Moreno            | Sarah-Quita Offringa          |
| 20.10. – 30.10.2016 | La Torche      | Wegen zu wenig Wind abgesagt. | Wegen zu wenig Wind abgesagt. | Wegen zu wenig Wind abgesagt. |
| 31.10. – 13.11.2016 | Maui           | Sarah-Quita Offringa          | Sarah Hauser                  | Junko Nagoshi                 |

### Freestyle
| Datum               | Ort         | 1. Platz             | 2. Platz         | 3. Platz             |
| ------------------- | ----------- | -------------------- | ---------------- | -------------------- |
| 01.08. – 07.08.2016 | Costa Calma | Sarah-Quita Offringa | Maaike Huvermann | Oda Johanne Brødholt |

### Slalom
| Datum               | Ort         | 1. Platz             | 2. Platz             | 3. Platz        |
| ------------------- | ----------- | -------------------- | -------------------- | --------------- |
| 19.05. – 24.05.2016 | Ulsan       | Lena Erdil           | Sarah-Quita Offringa | Delphine Cousin |
| 04.09. – 09.09.2016 | Hvide Sande | Sarah-Quita Offringa | Delphine Cousin      | Lena Erdil      |

## Nationencup
| Rang | Land                   | Punkte |
| ---- | ---------------------- | ------ |
| 01   | Frankreich             | 8,7    |
| 02   | Aruba                  | 18     |
| 03   | Deutschland            | 23     |
| 04   | Niederlande            | 27     |
| 05   | Vereinigtes Königreich | 28     |

## Konstrukteurscup
| Rang | Firma        | Punkte |
| ---- | ------------ | ------ |
| 01   | Starboard    | 4,4    |
| 02   | Fanatic      | 6      |
| 03   | Tabou        | 11     |
| 04   | JP Australia | 13,7   |
| 05   | RRD          | 16     |

| Rang | Firma       | Punkte |
| ---- | ----------- | ------ |
| 01   | North Sails | 6      |
| 02   | Severne     | 6,4    |
| 03   | Neil Pryde  | 10     |
| 04   | Gaastra     | 13     |
| 05   | RRD         | 21     |

| Rang | Firma       | Punkte |
| ---- | ----------- | ------ |
| 01   | North Sails | 6      |
| 02   | Severne     | 6,4    |
| 03   | Neil Pryde  | 10     |
| 04   | Gaastra     | 13     |
| 05   | RRD         | 21     |